# Giovanni Gaspari
Giovanni Gaspari (* 6. Juni 1963 in Pescara) ist ein italienischer Geistlicher, römisch-katholischer Erzbischof und Diplomat des Heiligen Stuhls.

## Leben
Giovanni Gaspari empfing am 4. Juli 1987 durch den Erzbischof von Pescara-Penne, Antonio Iannucci, das Sakrament der Priesterweihe.
Nach der Priesterweihe war Giovanni Gaspari zunächst persönlicher Sekretär des Erzbischofs von Pescara-Penne und Verantwortlicher für die Berufungspastoral sowie Spiritual am Kleinen Seminar in Pescara und Diözesankanzler. Anschließend wurde Gaspari für weiterführende Studien nach Rom entsandt, wo er ein Lizenziat im Fach Moraltheologie erwarb und im Fach Kanonisches Recht promoviert wurde. Am 1. Juli 2001 trat Giovanni Gaspari in den diplomatischen Dienst des Heiligen Stuhls ein. Nach der Ausbildung an der Päpstlichen Diplomatenakademie war er an den Nuntiaturen im Iran (2001–2003), in Albanien (2003–2008) und Mexiko (2008–2012) sowie in Estland, Lettland und Litauen (2012–2015) tätig. Zuletzt war Gaspari Nuntiaturrat im Dienst der Sektion für die Beziehungen mit den Staaten des Staatssekretariats, in der er für die Baltischen Staaten zuständig war.
Am 21. September 2020 ernannte ihn Papst Franziskus zum Titularerzbischof von Alba Maritima und zum Apostolischen Nuntius in Angola und São Tomé und Príncipe. Kardinalstaatssekretär Pietro Parolin spendete ihm am 17. Oktober desselben Jahres im Petersdom die Bischofsweihe; Mitkonsekratoren waren der Sekretär für die Beziehungen mit den Staaten im Vatikanischen Staatssekretariat, Kurienerzbischof Paul Gallagher, und der Erzbischof von Pescara-Penne, Tommaso Valentinetti.
Am 2. März 2024 ernannte ihn Papst Franziskus zum Apostolischen Nuntius in Korea und der Mongolei.